# Pływające wyspy pod Rekowem
Pływające wyspy pod Rekowem este o arie protejată (sit de importanță comunitară — SCI) din Polonia întinsă pe o suprafață de 107,94 ha, integral pe uscat.

## Localizare
Centrul sitului Pływające wyspy pod Rekowem este situat la coordonatele 54°05′24″N 17°27′59″E / 54.0899°N 17.4665°E.

## Înființare
Situl Pływające wyspy pod Rekowem a fost declarat sit de importanță comunitară în aprilie 2004 pentru a proteja un număr necunoscut de specii din flora spontană și fauna sălbatică aflate în arealul zonei.

## Biodiversitate
Situată în ecoregiunea continentală, aria protejată conține 5 habitate naturale: Lacuri și iazuri distrofice naturale, Turbării active, Mlaștini turboase de tranziție și turbării mișcătoare, Depresiuni pe substraturi de turbă de Rhynchosporion, Mlaștini împădurite.
La baza desemnării sitului se află un număr nedeclarat de specii protejate.